# Jaroslav Novotný (fotograf)
Jaroslav Novotný, známý také jako Jára Novotný (* 26. března 1939 Myslkovice), je český fotograf, novinář, spisovatel, malíř, autor a režisér divadelních her.

## Životopis
Jaroslav Novotný se narodil 26. března 1939 v obci Myslkovice u nedaleké Soběslavi. V dětství mu zemřel otec po boji s těžkou nemocí a vychovávala jej pouze matka. Vyrůstal v Myslkovicích a vyučil se strojařem ve firmě Kovosvit v Sezimově Ústí. Strojařina jej ale nebavila, a tak se zajímal o malbu, divadlo a fotografii.
První fotografie pořídil během srpna 1968 při invazi vojsk Varšavské smlouvy do Československa. Jeho první veřejný snímek pochází z okupace Soběslavi ze dne 21. srpna 1968. K fotografii byl přiložen popisek „O tyhle kočovníky tu ale nikdo nestál. Soběslav, 21. srpna 1968“. Dokumentoval situaci v Táboře a otevřeně invazi kritizoval v podnikových novinách Kovosvitu. Za to byl stíhán Státní bezpečností. Při pražských nepokojích v srpnu 1969 mu byl zabaven nafocený materiál, který v Praze vyfotil. V Praze byl následně vězněn a později převezen do věznice v Českých Budějovicích. Soud ho ale zprostil vinny pro nedostatek důkazů.
Po propuštění se vrátil do fabriky a fotografování se věnoval pouze volnočasově. V 70. letech 20. století se jeho fotky začaly objevovat na zahraničních výstavách. Vyhrál desítky zahraničních cen, ale režim mu zakázal vycestovat ze země.

V roce 1989 mu bylo umožněno vrátit se k novinařině. Po několika letech odešel do důchodu a začal psát knihy.
Spousta mých kamarádů už umřela, ale mně se tam ještě nechce. Mám na to fígl: začnu chystat knížku, a dokud není hotová, musí zubatá pěkně počkat, až to dodělám!
Jaroslav Novotný